# Relações entre Arábia Saudita e Catar
As relações entre Arábia Saudita e Catar são as relações diplomáticas estabelecidas entre o Reino da Arábia Saudita e o Estado do Catar. Ambos são vizinhos, com uma extensão de 60 km na fronteira entre os dois países.

## Primavera Árabe
A Arábia Saudita e o Catar são responsáveis pela diplomacia regional pró-ativa do Conselho de Cooperação do Golfo no contexto da Primavera Árabe. Embora ambos os Estados tenham procurado principalmente manter as revoluções longe do Golfo Pérsico e garantir a própria sobrevivência de suas monarquias, Doha e Riade foram amplamente diplomáticos, mas também militarmente envolvidos nas revoltas árabes e nas transições pós-revolucionárias. As revoltas árabes tiveram um impacto significativo nas políticas estrangeiras e de segurança de ambos os países do Golfo. Enquanto o Catar se retratou como o proponente das revoluções, a Arábia Saudita tem sido amplamente percebida como um poder contra-revolucionário.

## Rompimento das relações diplomáticas em 2017
A Arábia Saudita, em conjunto com outros países do Conselho de Cooperação do Golfo, decidiu cortar, em 5 de junho de 2017, todas as relações diplomáticas com o Catar. A decisão foi tomada após acusações feitas pelos governos de que a monarquia do Catar estaria trabalhando para promover a instabilidade na região, além de financiar grupos terroristas como a Irmandade Muçulmana, a Al-Qaeda e o Estado Islâmico. As tensões entre os países árabes têm ganhado força nos últimos meses, com crescentes acusações por parte da Arábia Saudita de que o governo de Doha apoiaria a instabilidade na região, além de promover uma aproximação indesejada com o Irã, com o qual os sauditas possuem relações ainda mais tensas.